# Der Eigene
Der Eigene was een van de eerste homotijdschriften ter wereld en werd van 1896 to 1932 gepubliceerd door Adolf Brand in Berlijn. Zelf droeg Brand poëzie en artikelen bij. Andere medewerkers waren, naast talloze minder bekende en pseudonieme auteurs, de bioloog en filosoof Benedict Friedlaender, de filosoof Theodor Lessing, de arts Ernst Burchard en de schrijvers Eduard Bertz, Hanns Heinz Ewers, Georges Eekhoud, Kurt Hiller, Elisar von Kupffer, Erich Mühsam, John Henry Mackay, Klaus Mann en Thomas Mann. Er werden foto's opgenomen gemaakt door Wilhelm von Gloeden en Adolf Brand zelf, en in de eerste jaren tekeningen van Fidus en Sascha Schneider. Het tijdschrift had waarschijnlijk een gemiddelde van 1500 abonnees per uitgave, maar exacte cijfers bestaan niet. De ondertitels waren Monatschrift für Kunst und Leben (1896-'99), Zeitschrift für Freundschaft und Freiheit (1919) en Ein Blatt für männliche Kultur (1920-1931). Der Eigene bestond uit zowel cultureel, artistiek als politiek materiaal en het tijdschrift bevatte onder andere poëzie, proza, naaktfotografie, politieke manifesten en actualiteiten.

## Geschiedenis
De titel van het tijdschrift, Der Eigene, is ontleend aan het klassieke anarchistische werk Der Einzige und sein Eigentum (1844) van Max Stirner. In de eerste jaargangen volgde het tijdschrift de filosofie van Stirner, alsook andere anarchistische ideologieën. In het eerste decennium viel de nadruk op literatuur, filosofie en beeldende kunst.
In de jaren twintig maakte het tijdschrift echter een ommezwaai en steunde het de liberale democratie van de Weimarrepubliek en ook de Sociaaldemocratische Partij van Duitsland. In die periode werden er veel commentaren op het nieuws en actualiteiten gepubliceerd. Adolf Brand verzette zich sterk tegen de theorieën van Magnus Hirschfeld, die homoseksualiteit acceptabel wilde maken door de aanleg als een 'derde geslacht' te presenteren, een tussenvorm tussen mannelijk en vrouwelijk. Brand zag de homoseksueel als een uitgesproken mannelijke figuur. Een berucht spotnummer van Der Eigene was voor de gelegenheid omgedoopt tot Die Tante (jaargang 10, nr. 9, 1925). Daarin werd Hirschfeld en zijn Wissenschaftlich-humanitäres Komitee hard aangevallen, zowel met artikelen als met een giftige karikatuur.
Adolf Brand moest regelmatig vechten tegen de Duitse censuur. In 1903 werd een rechtszaak tegen Der Eigene aangespannen wegens het publiceren van het gedicht Die Freundschaft. De rechtszaak werd echter gewonnen door redacteur Brand, doordat het gedicht bleek te zijn geschreven door Friedrich Schiller. Maar Brand zocht ook de publiciteit met heftige acties. Zo bedreigde hij een parlementslid met een hondenzweep en begon hij naar aanleiding van de Harden-Eulenburgaffaire een polemiek tegen rijkskanselier Bernhard von Bülow, die hij moest bekopen met een veroordeling tot een gevangenisstraf van 18 maanden. Ook keerden abonnees en financiers Adolf Brand en zijn tijdschrift de rug toe. Het is daarom niet verwonderlijk dat Der Eigene zeer onregelmatig verscheen: van april 1896 tot en met januari 1900, van januari tot en met juli 1903; in 1905 verscheen alleen de eerste helft van de 5e jaargang, en in 1906 alleen in één deel de 6e jaargang. In de periode na zijn gevangenisstraf hield Brand zich met andere activiteiten bezig, onder meer met fotografie en met het uitgeven van bellettrie. Pas op 15 november 1919 werd het tijdschrift hervat met jaargang 7, aanvankelijk als weekblad, vanaf 1921 weer als maandblad. Ook de jaren twintig vertonen een chaotische nummering: het laatste nummer verscheen in 1932 met als jaargang 13, nummer 9. Uit de periode 1921-1932 zijn 47 maandnummers bekend.  
In 1933, toen Adolf Hitler aan de macht kwam, werd het huis van Adolf Brand doorzocht en werden alle materialen voor de uitgave van Der Eigene in beslag genomen en aan Ernst Röhm gegeven.
- Der Eigene, eerste nummer van maart 1896. Volledige tekst. Collectie IHLIA LGBT Heritage.

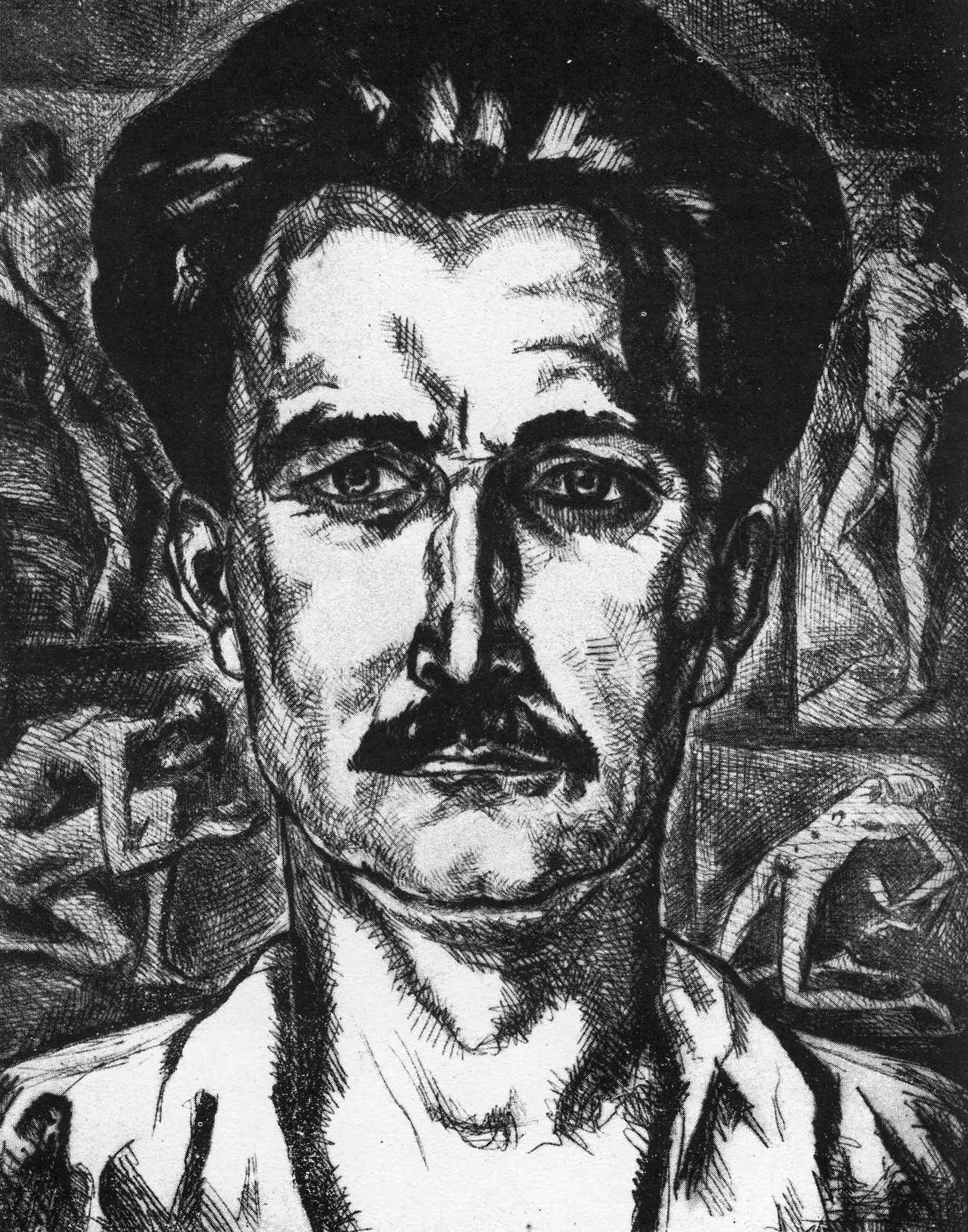
Portret van Adolf Brand naar een gravure door Arnold Siegfried. Uit Der Eigene vol. 7 (1924)